# Charles Strode
Charles « Buzz » Strode, né le 5 septembre 1957 à El Cajon, est un joueur américain de tennis.

## Carrière
Quart de finaliste à trois reprises dans les tournois du Grand Chelem en double, il est finaliste en double mixte à Roland Garros en 1983.
En simple, il est finaliste au tournoi Challenger de Nagareyama et quart de finaliste à Tokyo en 1982.
Son frère cadet Morris « Skip » Strode est également un ancien joueur de tennis professionnel.

## Palmarès

### Titre en double messieurs
| No | Date       | Nom et lieu du tournoi                   | Catégorie | Dotation  | Surface    | Partenaire    | Finalistes               | Score         |  |
| -- | ---------- | ---------------------------------------- | --------- | --------- | ---------- | ------------- | ------------------------ | ------------- |  |
| 1  | 01-11-1982 | Tournoi de tennis de Hong Kong Hong Kong |           | 100 000 $ | Dur (ext.) | Morris Strode | Kim Warwick Van Winitsky | 6-4, 3-6, 6-2 |  |

### Finale en double messieurs
| No | Date       | Nom et lieu du tournoi         | Catégorie | Dotation | Surface         | Vainqueurs             | Partenaire    | Score         |  |
| -- | ---------- | ------------------------------ | --------- | -------- | --------------- | ---------------------- | ------------- | ------------- |  |
| 1  | 15-11-1982 | Bangkok Tennis Classic Bangkok |           | 75 000 $ | Moquette (int.) | Mike Bauer John Benson | Morris Strode | 7-5, 3-6, 6-3 |  |

### Finale en double mixte
| No | Date       | Nom et lieu du tournoi | Catégorie | Dotation  | Surface      | Vainqueurs                     | Partenaire   | Score    |          |
| -- | ---------- | ---------------------- | --------- | --------- | ------------ | ------------------------------ | ------------ | -------- | -------- |
| 1  | 23-05-1983 | Roland-Garros Paris    | G. Chelem | 350 000 $ | Terre (ext.) | Barbara Jordan Eliot Teltscher | Leslie Allen | 6-2, 6-3 | Parcours |